# Swisher (Iowa)
Pour les articles homonymes, voir Swisher.
Swisher est une ville du  comté de Johnson, en Iowa, aux États-Unis. Elle est incorporée le 25 juillet 1933.

## Source de la traduction
- (en) Cet article est partiellement ou en totalité issu de l’article de Wikipédia en anglais intitulé « Swisher, Iowa » (voir la liste des auteurs).